# إقبال دعقان
الدكتورة إقبال محمد عبده دعقان (بالإنجليزية:  Dr. Eqbal Mohammed Abdu Dauqan)‏ باحثة وأكاديمية يمنية في مجال الكيمياء حازت على جائزة السيفر فونديشن 2014 (بالإنجليزية:  Elsevier Foundation)‏ والتي خصصت لعلوم الكيمياء هذا العام تمنح هذه الجائزة منطمة النساء للعلوم بدول العالم النامي ” OWSD بالتعاون مع اكاديمية العلوم بدول العالم النامي (TWAS ) وبتمويل من مؤسسة إلسيفر للنشر العالمية (بالإنجليزية: Elseiver Foundation)‏ بهدف بناء القوة العلمية والنهوض العلمي في البلدان النامية.
وتم تكريم الدكتورة في ولاية شيكاغو في الولايات المتحدة الأمريكية في منتصف شهر فبراير 2014م 

## المؤهلات العلمية
1. بكالوريوس كيمياء بيولوجي بتقدير جيداً جداً - جامعة تعز.
2. ماجستير كيمياء عضوية - جامعة تعز.
3. دكتوراه كيمياء حيوية بامتياز - الجامعة الوطنية الماليزية UKM بوست.
4. حاصلة على البوست دكتوريت (Post doctoral fellow) والتي تاتي بعد شهادة الدكتورة في علوم التغذية - الجامعة الوطنية الماليزية UKM [4]

Fruits mentioned in the Holy Quran : Their importance to health)

## الوظائف والعضويات
- عضو هيئة التدريس بجامعة السعيد بمدينة تعز
- رئيس قسم المختبرات في كلية العلوم الطبية بجامعة السعيد بمدينة تعز.
- عضو في عدد من المنظمات العالمية «إيطاليا - أمريكا - ماليزيا وغيرها»

كما قامت بتدريس الكيمياء العضوية في جامعة تعز من 2003- 2008م
ونشرت 26 بحثاً محكماً ومشاركة في أكثر من 20 مؤتمراً دولياً.
كما نشر لدكتورة اقبال كتابين الأول نشر في كرواتيا والثاني في ماليزيا وهما:-
1- كتاب Fruits mentioned in the Holy Quran : Their importance to health)
2- مشاركة في الفصل الحادي عشر لكتاب: (Antioxidants enzymes)

## الجوائز

### جائزة مؤسسة إلزيفير
تقدم مؤسسة إلزيفير (بالإنجليزية: Elsevier Foundation)‏ عدة جوائز كل عام بتصنيفات مختلفة من بينها جائزة للباحثات المتميزات في بداية حياتهم المهنية من الدول النامية. برنامج الجائزة مفتوح للعالمات اللواتي يعشن ويعملن في واحدة من 81 دولة نامية. يتم تقديم الترشيحات عمومًا في غضون عشر سنوات من حصول المرشح على درجة الدكتوراه. يقتصر الحد الأقصى لعدد المستفيدين حاليًا على خمسة في السنة: واحد من كل منطقة من المناطق الأربعة المعترف بها من قبل منظمة المرأة في العلوم من أجل العالم النامي، بالإضافة إلى مرشح بارز إضافي واحد، ويتم منح الجوائز بموضوع متناوب سنويًا بين ثلاثة مجالات عامة: العلوم البيولوجية (الزراعة، علم الأحياء والطب) والهندسة / الابتكار والتكنولوجيا والعلوم الفيزيائية (بما في ذلك الكيمياء والرياضيات والفيزياء).
في فبراير 2014، قامت المؤسسة بتخصيص الجائزة للباحثات في مجال العلوم البيولوجية. وتم اختيار الدكتورة إقبال دعقان تقديراً لأبحاثها على الخصائص المضادة للأكسدة في الزيوت النباتية والبحوث المتخصصة في التقييم الحسي والكيمياء العضوية. تم تكريم الحائزون على الجائزة، من بينهم الدكتورة إقبال دعقان في المؤتمر السنوي للجمعية الأمريكية لتقدم العلوم الذي أقيم في ولاية شيكاغو، إحدى الولايات المتحدة الأمريكية.

## أسماء الحائزات على الجائزة[8]
| * من اليمن Dr. Eqbal Mohammed Abdu Dauqan              |  | الكيمياء الحيوية: لأبحاثها على خصائص مضادة للأكسدة الزيوت النباتية والبحوث المتخصصة في التقييم الحسي والكيمياء العضوية.                                                                                     |
| * من نيجيريا Dr. Taiwo Olayemi Elufioye                |  | الصيدلة : لأبحاثها على الخصائص الطبية للنباتات النيجيري الأم، ولا سيما فعالية الأنواع المختلفة في علاج الملاريا، والجروح، وفقدان الذاكرة، والجذام والسرطان.                                                 |
| * من أوزبكستان Dr. Nilufar Mamadalieva                 |  | الكيمياء الحيوية: لعملها على التحقيق النباتية والبيولوجية من المركبات النشطة المستمدة من النباتات الطبية التي نموا في آسيا الوسطى، لا سيما تطوير المغذيات كفاءة واكتشاف مركبات الرصاص جديدة لصناعة الأدوية. |
| * من الهند الغربية Dr. Simone Ann Marie Badal McCreath |  | الكيمياء الحيوية: لعملها في مجال تصميم جديد مختبر زراعة الخلايا للتحقيق في مكافحة السرطان خصائص المركبات الطبيعية الجامايكي.                                                                                |
| * من إندونيسيا Dr. Ritmaleni                           |  | الكيمياء الطبية: لعملها في مجال التركيب العضوي، مع التركيز على تطوير الأدوية الاستوائية، وخاصة أساليب محسنة لتركيب sulfoxides وتطبيقها في إعداد أهداف النشطة بيولوجيا.'                                     |